# Sebastião Archer
Sebastião Archer de Silva (São Luís, 26 de marzo de 1883-São Luís, 24 de octubre de 1974) fue un empresario y político brasileño, con base electoral en el estado del Maranhão, estado del cual fue gobernador.

## Datos biográficos
Hijo de Raimundo Archer de Silva y Filomena Conejo e Silva, fue alumno del Ateneo Paraense en Belém. Retornó al Maranhão, donde se estableció como empresario del sector textil en Codó, ciudad donde fue elegido concejal en 1915. Fue padre de Renato Archer.

## Trayectoria
Elegido concejal para un mandato de cuatro años y electo diputado provincial en 1924, durante la mayor parte del gobierno Getúlio Vargas ejerció el mandato de alcalde en Codó y São Luís hasta el fin del Estado Nuevo en 1945. Afiliado al Partido Proletário Brasileiro fue elegido gobernador del Maranhão en 1947.
Con la extinción de su partido, ingresó en el PSD, siendo electo senador en 1954 y 1962 e ingresando en el MDB tras el golpe de Estado y el Régimen Militar de 1964. En ese interregno dio soporte a la carrera política de los hijos: Remy Archer fue su suplente y dirigió la Estrada de Ferro São Luís-Teresina; Renato Archer, que fue oficial de la Marina de Brasil e hizo política en el estado del Maranhão, además de ser padre del médico Rui Archer.